# Tore Cervin
Tore Cervin (ur. 2 sierpnia 1950 w Malmö) – szwedzki piłkarz występujący na pozycji napastnika, reprezentant Szwecji.

## Kariera klubowa
Tore Cervin karierę piłkarską rozpoczął w 1970 roku w juniorach BK Lydia. Po zdobyciu sześciu bramek sześciu bramek dla drużyny rezerw został dołączony do pierwszej drużyny klubu.
W 1972 roku przeniósł się do Malmö FF, z którym święcił największe sukcesy w karierze piłkarskiej. Już w swoim debucie w lidze szwedzkiej w meczu przeciwko Djurgårdens IF strzelił zwycięskiego gola. Był drugą obok trenera Boba Houghtona najważniejszą postacią w klubie. Zdobył z tym klubem trzykrotne mistrzostwo Szwecji (1974, 1975, 1977), trzykrotne wicemistrzostwo Szwecji (1976, 1978, 1980), pięciokrotnie Puchar Szwecji (1973, 1974, 1975, 1977, 1980), a także dotarł do finału Pucharu Europy w sezonie 1978/1979, gdzie zespół mający w składzie takich piłkarzy jak m.in.: Roland Andersson, Staffan Tapper, Robert Prytz, Ingemar Erlandsson, Jan-Olov Kinnvall w drodze do finału pokonali takie zespoły jak: AS Monaco, Dynamo Kijów, Wisła Kraków i Austria Wiedeń, a w finale rozegranym dnia 30 maja 1979 roku na Stadionie Olimpijskim w Monachium zespół przegrał z angielskim Nottingham Forest 0:1 po bramce Trevora Francisa. Najlepszym sezonem w karierze Cervina był sezon 1975, w którym oprócz zdobycia mistrzostwa i Pucharu Szwecji został z 20 bramkami wicekrólem stzelców ligi szwedzkiej. Z klubu odszedł w 1980 roku po rozegraniu 126 meczów i strzeleniu 55 bramek w lidze szwedzkiej.
Następnie Cervin wyjechał do Kanady grać w lidze NASL w barwach klubu Toronto Blizzard, gdzie w sezonie 1981 rozegrał zaledwie 10 meczów i strzelił 2 gole.
Po zakończeniu sezonu Cervin wrócił do Szwecji grać najpierw dla Limhamns IF (1982-1983) i Helsingborgs IF, gdzie w 1985 roku po rozegraniu 18 meczów w lidze szwedzkiej w wieku 35 lat zakończył karierę piłkarską.

### Kariera reprezentacyjna
Tore Cervin w reprezentacji Szwecji zadebiutował za kadencji trenera Georga Ericsona dnia 25 września 1975 roku w bezbramkowo zremisowanym meczu z reprezentacją Danii rozegranym na Malmö Stadion w Malmö w ramach turnieju Nordic Football Championship (1972/1977), a Cervin został w 67. minucie meczu zastąpiony przez Jana Mattssona. Jedyną swoją bramkę w reprezentacji Cervin strzelił dnia 7 czerwca 1979 w wygranym 3:0 meczu eliminacyjnym do Euro 1980 z reprezentacją Luxemburga rozegranym na Malmö Stadion w Malmö.
Ostatni mecz w reprezentacji Szwecji Cervin rozegrał 10 czerwca 1979 roku na stadionie Råsunda w Solnie w bezbramkowo zremisowanym meczu z reprezentacją Anglii. Łącznie w latach 1975–1979 Cervin w reprezentacji Szwecji rozegrał 4 mecze i strzelił 1 bramkę.

## Kariera trenerska
Tore Cervin jeszcze w czasie kariery piłkarskiej trenował w latach 1982–1983 Limhamns IF, a po zakończeniu kariery zaczął trenował zespoły młodzieżowe Malmö FF.

## Sukcesy piłkarskie

### Malmö FF
- Mistrzostwo Szwecji: 1974, 1975, 1977
- Wicemistrzostwo Szwecji: 1976, 1978, 1980
- Puchar Szwecji: 1973, 1974, 1975, 1977, 1980
- Finał Pucharu Europy: 1979

### Indywidualne
- Wicekról strzelców ligi szwedzkiej: 1975